# عادات سيئة وفضائل
عادات سيئة وفضائل (بالإنجليزية: Vices & Virtues)‏ هو ثالث ألبوم استوديو لفرقة البوب روك الأمريكية بانيك! آت ذا ديسكو، أصدرته يوم 22 مارس 2011 شركة فيولد باي رامن. أنتجه جون فيلدمان و بوتش ووكر، وسجله الثنائي المكون من المغني عازف عدة آلات برندن يوري وقارع الطبول سبينسر سميث، بعد مغادرة عازف الغيتار وكاتب الكلمات الرئيسي والمغني المساند ريان روس وعازف غيتار البيس/المغني المساند جون وولكر في يوليوز 2009. تعود فكرة غلاف الألبوم لعازف البيس في الجولات دالون ويكس، الذي أضيف للفرقة كعضو رسمي قرب نهاية التسجيل.
تركت مغادرة وولكر و روس فراغا في عملية كتابة أغاني بانيك!، وكانت التجربة محفزا جعل يوري يقرر أن يصبح كاتب الأغاني الرئيسي في الفرقة. تعالج الكلمات موضوعي التلاعب والارتباك. استغرق صنع الألبوم أكثر من سنتين وجعل الوقت المطول في الاستوديو الفرقة تقوم بالمزيد من التجارب الموسيقية.
حصل الألبوم عند صدوره على مراجعات مختلطة نسبيا لكنها إيجابية بصفة عامة. أثنى الناقدون على مجال الألبوم الواسع من الأساليب الموسيقية، بينما وجه الانتقاد لبساطة تأليفه وكلمات يوري الكثيرة. بلغ الألبوم المسبوق بالأغنية المنفردة «قصيدة موناليزا الشاعرية» (The Ballad of Mona Lisa) الرتبة السابعة على لائحة بيلبورد 200 ببيعه 56000 نسخة في أسبوعه الأول.

## روابط خارجية
- عادات سيئة وفضائل على موقع ميتاكريتيك (الإنجليزية)
- عادات سيئة وفضائل على موقع أول موفي (الإنجليزية)